# Kodeks 069
Kodeks 069 (Gregory-Aland no. 069), ε 12 (von Soden) – grecki kodeks uncjalny Nowego Testamentu, paleograficznie datowany na V wiek. Obecnie przechowywany jest w Oriental Institute (Goodspeed Manuscript Collection, 2057) na University of Chicago.

## Opis
Do dziś zachowały się jedynie fragmenty pergaminowej karty kodeksu (8  na 4,5 cm), z tekstem Ewangelii Marka 10,50.51; 11,11.12. Tekst pisany jest jedną kolumną na stronę, 25 linijek w kolumnie, 11-15 liter w linijce, wielką uncjałą, atrament ma ciemno-brunatną barwę. Barwa pergaminu ma zmienioną barwę z powodu wody lub ognia.
Karta kodeksu zachowała się we fragmentarycznym stanie. Kształt liter A i M nie ma typowo egipskich cech.
Nomina sacra pisane są w skróconej formie.
Jakkolwiek grecki tekst kodeksu jest zbyt krótki, by ustalić jego przynależność tekstualną, Kurt Aland zaklasyfikował go do kategorii III.
Zachowany fragment kodeksu jest zgodny z Kodeksem Aleksandryjskim.
Rękopis prawdopodobnie powstał w Oksyrynchos. Fragment odkryty został przez Grenfell i Hunt w Oksyrynchos w 1897 roku. Na początku lat 20. XX wieku został przekazany przez Egypt Exploration Society dla Uniwersytetu w Chicago za finansowanie prac archeologicznych.

## Tekst
| Recto ιμ]ΑΤΙΟ [αυτου α]ΝΑΣΤΑΣΗΛ ΘΕΝΠΡΟΣΤΟΝΙΝ ΚΑΙΑΠΟΚΡΙΘΕΙΣΛε[?] ΓΕΙΑΥΤΩΟΙΣΤΙΘ[ε] ΛΕΙΣΠΟΙΗΣΩΣΟ[ι] ΟΔΕΤΥΦΛΟΣΕΙ[πεν] | Verso Κ[αι εις το ιερον] ΚΑΙ[περι βλεψαμε] ΝΟΣΠΑΝ[τα οψι] ΑΣΗΔΗΟΥΣΗΣΤΗ[ς] ΩΡΑΣΕΞΗΛΘΕΝ ΕΙΣ ΒΗΘΑΝΙΑΝ ΜΕ [τ]ΑΤΩΝΔΩΔΕΚΑ [k]ΑΙΤΗΕΠΑΥΡΙΟΝ |

ΑΝΑΣΤΑΣ z drugiej linijki jest zgodne z kodeksami Alexandrinus oraz Ephraemi.
Και εις το z pierwszej linijki strony verso jest potwierdzony przez kodeksy Alexandrinus oraz Bezy; Sinaiticus, Vaticanus, Ephraemi oraz Regius nie zawierają και.
ΟΨΙΑΣ na verso 3 linijce jest zgodny z kodeksami Alexandrinus, Vaticanus oraz większością rękopisów; Sinaiticus, Ephraemi oraz Regius mają οψε.